# Leon Knight
Leon Leroy Knight  est un footballeur britannique (Angleterre) né le 16 septembre 1982 à Hackney (Londres).